# Ockergrauer Riesen-Scheidenstreifling
Der Ockergraue Riesen-Scheidenstreifling oder kurz Ockergraue Streifling (Amanita lividopallescens) ist eine Pilzart aus der Familie der Wulstlingsverwandten (Amanitaceae).

## Merkmale

### Makroskopische Merkmale
Der Hut ist anfangs eiförmig, später ausgebreitet und besitzt in der Mitte einem breiten Buckel. Die Kappe ist ockergelblich bis haselnussfarben oder auch olivgelblich bis olivbräunlich gefärbt. Mitunter sind auch graue Töne enthalten; seltener ist er gänzlich grau getönt. Sein Durchmesser variiert in der Breite von 4 bis 20 cm. Die Huthaut ist glatt und glänzend. Auf ihr befinden sich oft Velumreste als große Fetzen oder warzig-kegelige Schuppen. Sie sind weißlich, später ockerlich gefärbt. Der Hutrand ist bis zu 2 cm nach innen gerieft.
Die Lamellen stehen mehr oder weniger entfernt und sind mit Lamelletten untermischt. Sie sind weiß bis creme gefärbt, dicklich und von weicher Konsistenz. Die Schneiden sind bei frischen Fruchtkörpern graubräunlich gewimpert; im Alter sind sie hell gelblich gesäumt. Am Stiel sind sie bauchig und frei.
Der Stiel ist weiß bis creme gefärbt, schlank und manchmal etwas gebogen. Er wird 9 bis 15 cm lang und 1 bis 2,5 cm dick. Seine Form ist zylindrisch oder an der Spitze verjüngt. Die Oberfläche besitzt eine deutliche ockerlich-bräunliche Natterung, die nach oben hin feiner wird. Zur Basis hin wird sie gröber, wo sie sich später ringartig-sparrig ablöst.
Die Volva ist häutig und läuft mit bis zu 6 cm recht weit den Stiel hinauf. Sie besteht aus zwei Lagen. Der äußere Teil ist außen cremefarben und innen bräunlich, rostfleckig bis grau oder olivgrau. Das schwammige Fleisch ist weiß, unter der Huthaut bräunlich. Es besitzt keinen besonderen Geruch oder Geschmack.
Das Sporenpulver ist weiß.

### Mikroskopische Merkmale
Die Sporen sind in der Form sehr variabel, breit ellipsoid bis fast rundlich und messen 9 bis 13 (14,2) mal 8 bis 12,5 µm. Sie sind inamyloid, farblos und ihre Oberfläche ist glatt. Die Basidien sind schlank keulig und weisen jeweils vier Sporen auf. Die Zystiden an der Lamellenschneide (Cheilozystiden) sind kugelig, breit keulig oder birnenförmig. Sie messen 25 bis 35 mal 15 bis 25 µm. An der Lamellenschneide befinden sich keine Basidien; sie ist somit steril. Zystiden an der Lamellenfläche (Pleurozystiden) sind nicht vorhanden.
Die Hyphen der Volva sind schmal zylindrisch und verflochten. Die Endzellen sind selten keulig erweitert. Sphaerozysten sind nicht vorhanden.

## Artabgrenzung
Der Ockergraue Riesen-Scheidenstreifling kann mit ähnlich gefärbten Scheidenstreiflingen verwechselt werden. Vor allem Fruchtkörper mit deutlich grau gefärbten Hüten können dem Grauen Scheidenstreifling (Amanita vaginata) ähnlich sehen. Dieser bildet meist kleinere Fruchtkörper und besitzt besonders rundliche Sporen, die rund 2 µm kürzer sind. Der Rotbraune Streifling (Amanita fulva) hat einen dunkel rotbraunen Hut. Der Zweifarbige Scheidenstreifling (Amanita umbrinolutea) besitzt einen deutlich blasser abgesetzten Hutrand. Der Grauhäutige Scheidenstreifling (Amanita submembranacea) weist eine graue Innenseite der Volva auf. Außerdem besitzt die Volva zahlreiche Sphaerozysten.

## Ökologie
Der Ockergraue Riesen-Scheidenstreifling ist in lichten, wärmegebundenen Buchen- und Eichenwäldern anzutreffen. Daneben wächst er an Waldrändern und grasigen Wegrändern in Wäldern und Parks, wo er auf basenreichen Trockenrasen bzw. Wacholderheiden zu finden ist. Dabei bewohnt der Pilz alkalische bis neutrale, trockene, schwere lehmige oder verlehmte Böden über Kalken und Mergeln. Die besiedelten Böden sind reich an Basen, aber arm an Nährstoffen (v. a. Stickstoff) sowie flachgründig bzw. stark verdichtet.
Der Pilz bildet eine Ektomycorrhiza vorwiegend mit Rotbuche und Eichen. Die Fruchtkörper erscheinen von Frühjahr bis Herbst, häufiger jedoch erst ab dem Sommer.

## Verbreitung
Der Ockergraue Riesen-Scheidenstreifling ist meridional bis temperat verbreitet. So ist er im südlichen Nordamerika (Mexiko, Kalifornien), in Europa und in Nordafrika (Algerien, Marokko) anzutreffen. In Europa reicht das Gebiet von Großbritannien, den Beneluxländern und Frankreich im Westen bis Russland im Osten sowie südwärts bis Spanien, Italien, Slowenien, Kroatien und Rumänien und nordwärts bis ins südliche Norwegen und Finnland, wo die Art jedoch nur vereinzelt vorkommt.

## Bedeutung
Der Pilz ist wie alle Scheidenstreiflinge essbar, aber nicht schmackhaft. Außerdem sollte er wegen seines seltenen Vorkommens in Deutschland geschont werden.

## Belege
- German Josef Krieglsteiner (Hrsg.), Andreas Gminder: Die Großpilze Baden-Württembergs. Band 4: Ständerpilze. Blätterpilze II. Ulmer, Stuttgart 2003, ISBN 3-8001-3281-8.
- Amanita lividopallescens (PDF; 275 kB). Der Tintling, 44 (3), 2005.